# 이형철 (배우)
이형철(李炯喆, 1971년 2월 19일 ~ )은 대한민국의 배우이다.

## 학력
- 형곡초등학교
- 형곡중학교
- 형곡고등학교
- 뉴욕시립대학교

## 연기 활동

### 드라마
- 1996년 KBS2 월화드라마 《신고합니다》 ... 장판교 소위 역
- 1996년 MBC  주말연속극 《사랑한다면》 ... 문정휘 역
- 1997년 SBS 토요시트콤 《뉴욕 스토리》 ... 현준 역
- 1999년 SBS 일요드라마 《카이스트》
- 2000년 SBS 시트콤 《돈.com》
- 2000년 KBS 월화미니시리즈 《눈꽃》...
- 2003년 KBS1 TV소설 《분이》 ... 배진환 역
- 2003년 MBC 수목미니시리즈 《남자의 향기》 ... 흑곰 정회룡 역
- 2003년 MBC 창사특집극 《사막의 샘》 ... 승모 역
- 2003년 KBS1 TV소설 《바람꽃》 ... 김인표 역
- 2005년 MBC 일일아침드라마 《자매바다》 ... 우충근 역
- 2006년 MBC 월화미니시리즈 《내 인생의 스페셜》 ... 김태진 역
- 2006년 MBC 수목미니시리즈 《오버 더 레인보우》 ... 정상현 역
- 2007년 SBS 금요드라마 《연인이여》 ... 장현석 역
- 2007년 MBC 아침드라마 《그래도 좋아!》 (특별출연)
- 2008년 SBS 수목드라마 《온에어》 ... 진상우 역
- 2009년 SBS 수목드라마 《시티홀》 ... 이정도 역
- 2010년 MBC 월화미니시리즈 《파스타》 ... 금석호 역
- 2011년 SBS 아침연속극 《장미의 전쟁》 ... 황동탁 역
- 2013년 SBS 월화드라마 《장옥정, 사랑에 살다》 ... 복선군 역
- 2013년 MBC 아침드라마 《잘났어, 정말!》 ... 차우성 역
- 2015년 MBC 주말 특별기획 《여왕의 꽃》 ... 서인철 역
- 2016년 SBS 주말 특별기획 《끝에서 두번째 사랑》 ... 박천수 역
- 2017년 MBC 일일연속극 《돌아온 복단지》 ... 박재진 역 (본작의 인간말종 3)

### 영화
- 1997년 《마지막 방위》 ... 한장돌 역
- 2002년 《휘파람 공주》 ... 로이 역
- 2004년 《달마야, 서울 가자》 ... 상근 역
- 2006년 《도마뱀》 ... 닥터 강
- 2012년 《연가시》 ... 제임스 김 역
- 2019년 《언니》 ... 하상만 역

## 그 외 활동

### 방송
- 2016년 《불타는 청춘》
- 2019년 《우리가 잊고 지냈던 연애의 맛》

### 광고
- 2016년 공익광고협의회 부정청탁금지 편

### 뮤직비디오
- 2001년 소찬휘 - Fine